# Giancarlo Gentina
Giancarlo Gentina, né le 2 janvier 1939 à Paruzzaro (Piémont), est un coureur cycliste italien, professionnel de 1960 à 1965.

## Palmarès
- 1958
  - 3e de la Gran Coppa Vallestrona
  - 3e de la Coppa Barabino
- 1959
  - Trofeo Angelo Motta
  - Gran Premio Vallese
  - Gran Coppa Vallestrona
- 1962
  - 3e du Tour des Quatre Cantons

## Résultats sur les grands tours

### Tour de France
2 participations
- 1962 : abandon (18e étape)
- 1963 : abandon (12e étape)

### Tour d'Italie
5 participations
- 1960 : 73e
- 1961 : abandon
- 1963 : 36e
- 1964 : 60e
- 1965 : 41e